# Мале Лонкі
Мале Лонкі (пол. Małe Łąki) — село в Польщі, у гміні Пуща-Марянська Жирардовського повіту Мазовецького воєводства.
У 1975-1998 роках село належало до Скерневицького воєводства.